# Die Konfirmation
Die Konfirmation ist ein deutscher Fernsehfilm von Stefan Krohmer aus dem Jahr 2017. Tim Litwinschuh spielt Ben Winkler, den Sohn von Johanna  Winkler (Ulrike C. Tscharre), den sie gemeinsam mit ihrem Lebensgefährten Felix (Ben Braun) atheistisch aufgezogen hat, der sich jedoch dem Christentum verpflichtet fühlt. In tragenden Rollen agieren Georgette Dee, Christina Große, Reiner Schöne, Tijan Fischer-Islas, Toto Knoblauch und als Gast Kai Wiesinger.
Degeto Film schrieb zum Start des Films im Ersten: „Auf unterhaltsame Weise erzählt Regisseur Stefan Krohmer in ‚Die Konfirmation‘ eine ungewöhnliche Coming-of-Age-Geschichte – nämlich die der Eltern: Anders als Gleichaltrige, die ihre Grenzen austesten möchten, sucht der von Tim Litwinschuh gespielte Junge Halt im Glauben. Sein Erwachsenwerden und das Loslassen der Mutter verbindet das Drehbuch der preisgekrönten Autorin Beate Langmaack auf einfühlsame Weise.“

## Handlung
Der 15-jährige pubertierende Ben, Sohn der Versicherungsangestellten Johanna Winkler, lässt sich heimlich taufen, obwohl seine Mutter und auch sein Stiefvater, der Sozialpädagoge Felix, Atheisten sind und Ben in diesem Sinne erzogen haben. Der Jugendliche fühlt sich jedoch dem Christentum verpflichtet und möchte dies auch nach außen hin zeigen. Johanna weiß nicht recht, wie sie mit der Entscheidung ihres Sohnes umgehen soll, und auch Felix hat damit zu kämpfen, wie stark Ben seinen Glauben vertritt.
Johanna, der es schwerfällt zu akzeptieren, dass ihr Sohn sich langsam von ihr löst, spürt aber instinktiv, dass sie ihn verlieren könnte, wenn sie sich gegen seine Entscheidung stellt, sich auch konfirmieren zu lassen, und setzt nun alles daran, ihm eine entsprechende Konfirmationsfeier ausrichten zu können. Obwohl Bens Vater Simon, der in zweiter Ehe verheiratet ist und sich finanziell sehr gut steht, anbietet, die Kosten der Feier zu übernehmen, lehnt Johanna dies aus falsch verstandenem Stolz ab. Stattdessen besucht sie eine Spielbank und setzt sich damit der Gefahr aus, erneut in ihre überwunden geglaubte Spielsucht zu verfallen. 
Da Johanna mehr als einmal gereizt auf Felix reagiert und oft unterwegs ist, ohne dass Felix weiß, dass sie wieder eine Spielbank besucht, ist der Sozialpädagoge dankbar für verständnisvolle Gespräche, die er mit Bens Pfarrerin Tabea führen kann. Bei einer Feier der Konfirmanden, bei der auch Alkohol fließt, beobachtet Ben, dass Tabea und sein Stiefvater sich küssen. Er hält das mit seinem Handy fest. 
Ben hat ein gutes, entspanntes Verhältnis zu seinem Großvater Axel Winkler und tauscht sich auch gern mit seiner besten Freundin Frida aus; zwischen beiden herrscht vom ersten Moment an ein besonderes Vertrauensverhältnis. Ben hält, genauso wie Frida, nichts von einer pompösen Konfirmationsfeier; das sei doch eigentlich sein Tag, meint er, dessen Ablauf er gern selbst bestimmen würde. Da Johanna jedoch im Casino nach anfänglichem Glück nur noch verliert, muss sie die Reservierung für das teure Restaurant, das sie für die Feier gebucht hat, stornieren. 
Ben erzählt seinem Vater Simon, dass er in der Endrunde eines Online-Tests für ein Stipendium in den USA gewesen sei, seine Leistung aber nicht gereicht habe. Simon erklärt ohne Umschweife, dass er natürlich für Bens Studium aufkommen werde; er freue sich doch, dass er überhaupt gefragt habe. Nur wenig später muss Ben seine weinende Mutter trösten, die ihm gesteht, dass sie spielsüchtig ist, was Ben bisher nicht wusste, und sie wiederum im Casino gewesen sei. Zusammen mit seiner Mutter sucht er wenig später das Casino auf, wo Johanna sich deutschlandweit sperren lässt. Ben hatte ihr dazu geraten.
Am Abend vor seiner Konfirmation schenkt Ben Frida eine Pistole – ihr größter Wunsch; allerdings ein Exemplar aus Schokolade, was beide amüsiert. Als Felix hinzukommt, schenkt Ben auch ihm etwas: Er darf die Löschtaste des Handys drücken, um das kompromittierende Video zu entfernen. Vor der Kirche erfährt Ben dann von seiner Mutter, dass sie sich während seiner einjährigen Abwesenheit in den USA von ihrer Arbeit frei nehmen und gemeinsam mit Felix ebenfalls für ein Jahr irgendwo hinfahren wolle. Ben schenkt seiner Mutter eine Uhr mit zwei Zeitzonen, damit sie immer weiß, wie spät es gerade bei ihm ist. Die Feier anlässlich der Konfirmation, die nun in einem bescheideneren Rahmen stattfindet, verläuft entspannt und zwanglos.

## Produktion, Veröffentlichung
Es handelt sich um einen Fernsehfilm der Degeto, der von Tellux-Film produziert wurde. Die Redaktion lag bei Barbara Süßmann und Sascha Schwingel.
Die Konfirmation wurde am 16. Juni 2017 im Rahmen der ARD-Themenwoche „Woran glaubst du?“ im Programm der ARD Das Erste erstmals ausgestrahlt.

## Rezeption

### Einschaltquote
Bei seiner Erstausstrahlung schalteten den Film 1,95 Millionen Zuschauer ein. Der Marktanteil lag bei 8,2 Prozent.

### Kritik
TV Spielfilm zeigte mit dem Daumen nach oben, gab für Humor zwei und für Anspruch und Spannung jeweils einen von drei möglichen Punkten und meinte: „Autorin Beate Langmaack […] und Regisseur Stefan Krohmer […] hinterfragen amüsant Lebensentwürfe.“ Fazit: „Kluge Reifeprüfung eines Elternpaares.“
Thomas Gehringers gab dem Film auf der Seite tittelbach.tv vier von sechs möglichen Sternen und wertete: „Als alltagsnahes Familiendrama mit offener Dramaturgie besitzt der Lesarten-reiche Film aber zweifelsohne eine besondere Stärke.“ Gehringer sprach von einer „starke[n] Besetzung (Tscharre, Große)“ und „einiger tragikomischer Momente“, wobei die „interessante Idee“ aber „nur teilweise [aufgehe]“. Weiter hieß es: „Von Beginn an ist die Botschaft des Fernsehfilms, der in der ARD-Themenwoche ‚Woran glaubst Du?‘ ausgestrahlt wird, nicht zu übersehen: Gläubig, jung und cool, das kann zusammengehen…“ […] „Auf Dauer“ sei „die permanente Abgeklärtheit des 15-jährigen Ben dann aber doch ein wenig unglaubwürdig“. Insoweit habe man sich „von der vielversprechenden Konstellation Beate Langmaack (Drehbuch) und Stefan Krohmer (Regie) auf dem Degeto-Wohlfühl-Sendeplatz am Freitagabend etws mehr Mut erhofft“ […] „Das Understatement, mit dem Langmaack und Krohmer hier Glauben und Religion thematisieren, wäre allerdings noch überzeugender, wenn dieser 15-Jährige nicht so ein Super-Muster-Teenager geworden wäre.“
Für Rainer Tittelbach handelt es sich um „eine interessante, vielschichtige Geschichte mit vielen wahren Momenten und wunderbaren Details, die beiläufig, fast episodisch, aneinandergereiht werden.“ Zur Rolle der jugendlichen Hauptfigur stellt Tittelbach die Frage: „Vielleicht sieht ja so ein künftiger Pfarrer aus?“ […] „Ulrike C. Tscharre“ spiele „die spielsüchtige Versicherungsansgestellte Johanna meist am Rande des Nervenzusammenbruchs, Ben Braun versuch[e] sich als lässiger Sportlehrer mit Dreitagebart“. Dass es „zwischen den Schauspielern nicht wirklich funk[e], sei halb so schlimm, weil Felix und Johanna ohnehin pausenlos streiten. Die Rolle der Pfarrerin Tabea [sei] mit Christina Große stark besetzt“.
Das Online-Portal Filmdienst meinte: „Angenehm unaufgeregter (Fernseh-)Familienfilm um einen Generationen-Clash zwischen Erwachsenen ohne Beziehung zu Religion, die mit ihrem Alltagsmanagement beschäftigt sind und wenig Platz für existenzielle Fragen gelassen haben, und einem Heranwachsenden, der sich auf der Suche nach seinem Lebensweg die Sinnfrage stellt und Gott und Gemeinde für sich entdeckt. Regie und Drehbuch gewähren allen Beteiligten Raum, sich zu entfalten und sich in ihren Haltungen zu bentwickeln [sic]. – Ab 14.“